# Espinavessa
|  | Aquest article tracta sobre la planta. Vegeu-ne altres significats a «Espinavessa (Cabanelles)». |

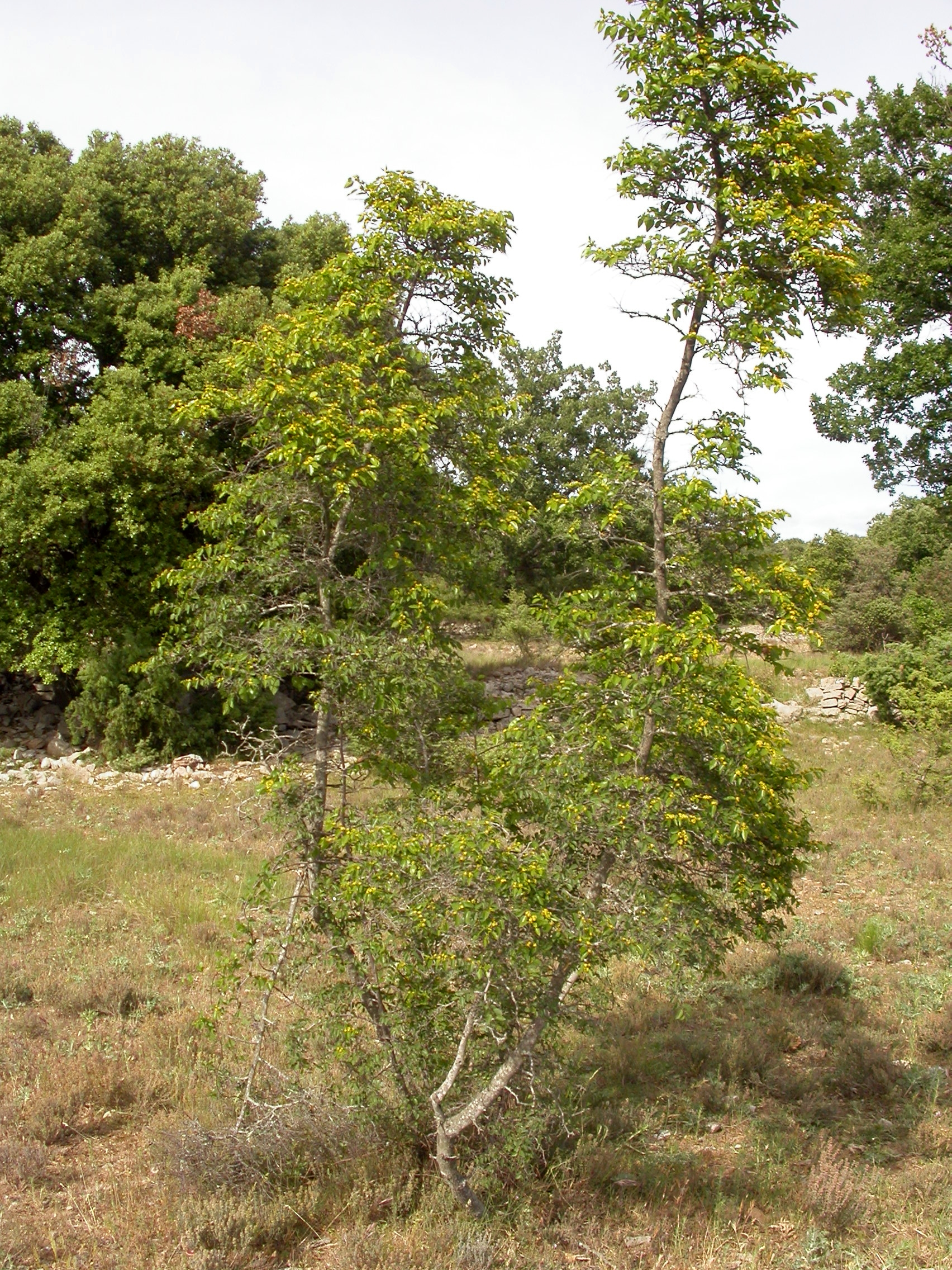
Aspecte de l'arbust

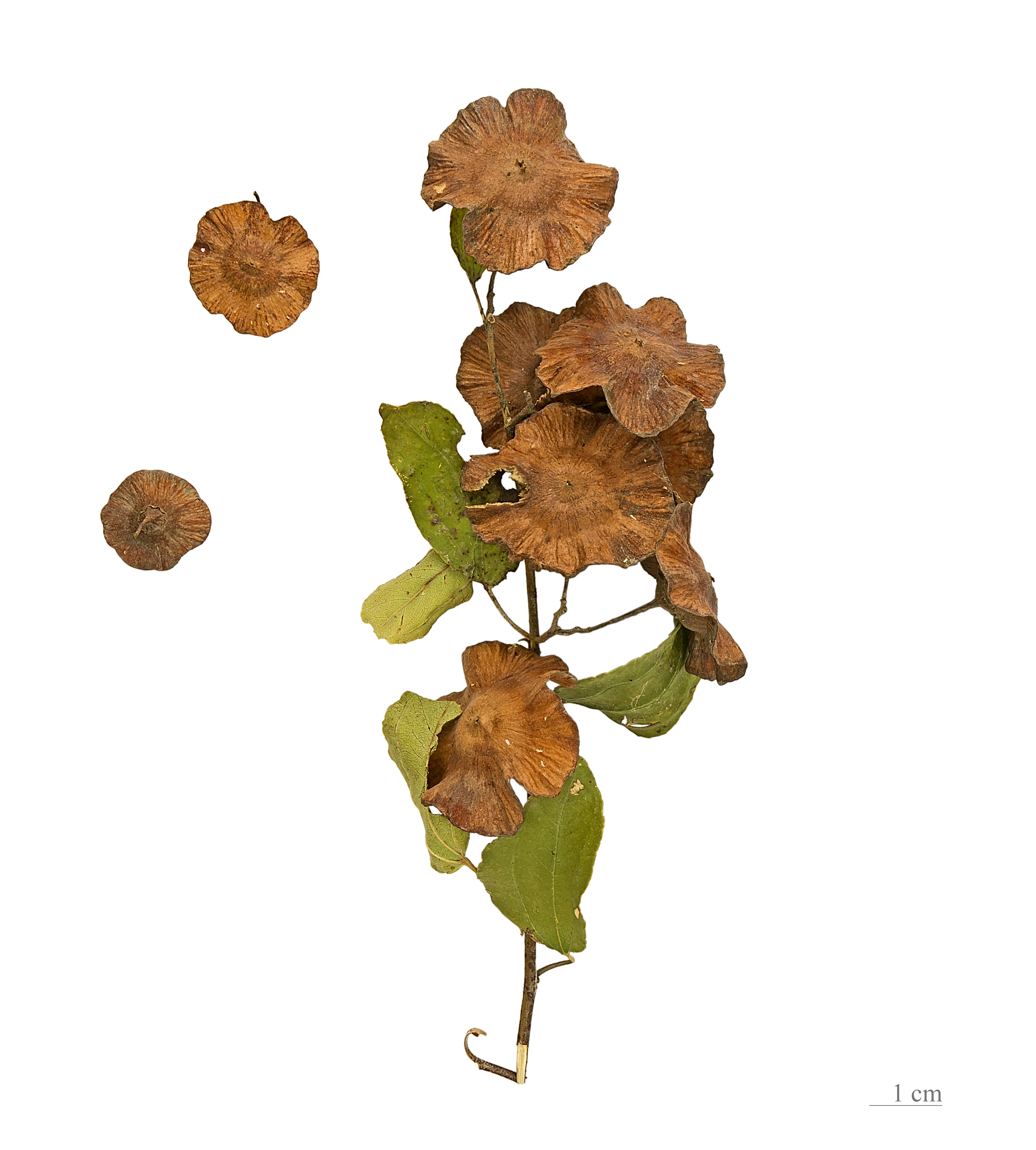
Fruits i llavors

L'espinavessa (Paliurus spina-christi) és una planta amb flor de la família de les Ramnàcies. També es coneix com a espina vera, espina negra, espina santa (o a l'Empordà arn, santperemàrtir o Pomera de pastor).

## Descripció
És un arbust caducifoli espinós de 2 a 4 m d'alt i de fulles alternes, ovals i finament dentades, cadascuna amb dues espines estipulars, l'una llarga i dreta i l'altra curta i corbada. Les flors són petites, d'uns 2 mm, pentàmeres, de color groc o blanc, apomellades i molt oloroses i s'agrupen en ramells axil·lars. Els fruits són sàmares en forma de disc. La floració té lloc entre els mesos de juliol i setembre.

## Distribució i hàbitat
El podem trobar al nord de la regió mediterrània, sobretot a la part oriental; també el localitzem a l'oest i centre d'Àsia. Sovint es troba en matollars poc humits des del nivell del mar fins als 400 m d'altitud.
A Catalunya el podem trobar a la zona de l'Empordà i el Gironès.